# 牛島龍吾
牛島 龍吾（うしじま りゅうご、2001年1月4日 - ）は、日本のプロボクサー。東京都日野市出身。八王子中屋ボクシングジム所属。

## 人物
3歳からピアノを習っていたが、中学2年生からボクシングジムに入門。富士森高校に進学。

## 来歴
2018年7月27日に後楽園ホールで行われた「ガッツファイティング&DANGAN214」にて中野健斗と56.0 Kg契約4回戦を戦い、4回2-0（39-38x2、38-38）判定勝ちを収めデビュー戦を白星で飾った。なおこの勝利は21世紀生まれの日本人ボクサーとしての初勝利だった。
2019年6月11日、後楽園ホールで行われた東日本新人王フェザー級予選で亀田3兄弟の従弟の亀田京之介と対戦し、4回1-1（37-39、39-38、38-38）の判定で引き分けとなったが、優勢点で亀田が上回ったため敗退した。同年11月9日、後楽園ホールで向山太尊と対戦して6回1-2（56-57×2、57-56）判定負けでプロ初黒星
2020年8月31日、後楽園ホールで大保龍球と対戦し、6回3-0（58-56×2、59-54）で判定勝ちを収めた。
2020年11月23日、新宿FACEで藤岡飛雄馬と対戦し、6回0-3（56-58×2、54-60）で判定負けを喫した。
2021年7月17日、八王子市富士森体育館で村田零士と対戦し、3回30秒TKO勝ちを収めた。
2021年10月10日、新宿FACEで向山太尊と再び対戦するも、6回0-3（54-59×2、55-58）で判定負けを喫した。

## 戦績
- アマチュア - 15戦8勝7敗
- プロ - 10戦5勝（3KO）3敗2分

| 戦           | 日付           | 勝敗 | 時間    | 内容     | 対戦相手                     | 国籍 | 備考                             |
| ------------ | -------------- | ---- | ------- | -------- | ---------------------------- | ---- | -------------------------------- |
| 1            | 2018年7月27日  | 勝利 | 4R      | 判定2-0  | 中野健斗（新日本木村）       | 日本 | プロデビュー戦                   |
| 2            | 2018年10月18日 | 勝利 | 1R 0:20 | TKO      | 保坂倫之（稲毛）             | 日本 |                                  |
| 3            | 2019年2月2日   | 勝利 | 2R 2:56 | TKO      | 小笠原梢太（REBOOT）         | 日本 |                                  |
| 4            | 2019年6月11日  | 引分 | 4R      | 判定1-1  | 亀田京之介（協栄）           | 日本 | 2019年東日本新人王フェザー級予選 |
| 5            | 2019年9月13日  | 引分 | 1R      | 負傷判定 | 後藤憬（中日）               | 日本 |                                  |
| 6            | 2019年11月9日  | 敗北 | 6R      | 判定1-2  | 向山太尊（ハッピーボックス） | 日本 |                                  |
| 7            | 2020年8月31日  | 勝利 | 6R      | 判定3-0  | 大保龍球（神奈川渥美）       | 日本 |                                  |
| 8            | 2020年11月23日 | 敗北 | 6R      | 判定0-3  | 藤岡飛雄馬（宮田）           | 日本 |                                  |
| 9            | 2021年7月17日  | 勝利 | 3R 0:30 | TKO      | 村田零士（渡嘉敷）           | 日本 |                                  |
| 10           | 2021年10月10日 | 敗北 | 6R      | 判定0-3  | 向山太尊（ハッピーボックス） | 日本 |                                  |
| テンプレート |                |      |         |          |                              |      |                                  |